# 엠비전 HI
엠비전 HI(영어: M.VISION HI)는 현대모비스의 미래형 PBV(목적 기반 모빌리티) 콘셉트 모델이다.

## 상세
2023년 1월 5일, 미국 라스베이거스에서 열린 CES 2023에서 공개됐다. 현대모비스의 미래 모빌리티 기술 철학과 비전을 담은 엠비전(M.Vision) 시리즈의 PBV 콘셉트 모델로, 사용자 중심의 경험(Humanity)이라는 의미를 담아 레저와 휴식, 아웃도어 목적에 맞게 개발됐다. 차량 유리를 대형 디스플레이로 활용해 영화 감상, 인터넷 쇼핑 등을 할 수 있으며 간단한 손동작이나 시선으로 디스플레이를 조작할 수 있는 원거리 조작 기술이 적용됐다. 좌석은 벤치 모드, 라운지 모드, 영화관 모드 등 설정에 따라 위치와 방향을 바꿀 수 있고 탈착이 가능해 외부에서 활용할 수 있다.

## 같이 보기
- 현대모비스
- 현대자동차그룹
- 컨셉트 카
- 엠비전 POP
- 엠비전 X
- 엠비전 TO